# Billy Kametz
Billy Kametz (Lancaster, 22 marzo 1987 – Hersey, 9 giugno 2022) è stato un doppiatore statunitense.

## Biografia
Nato in Pennsylvania, Nel 2016 si è trasferito a Sherman Oaks per seguire una carriera da attore. 
Mentre era in California si è dedicato al doppiaggio, raggiungendo notorietà doppiando Josuke Higashikata in Le bizzarre avventure di JoJo.

### Morte
Il 26 aprile 2022 Kametz ha rivelato di essere stato diagnosticato dieci settimane prima un cancro al colon-retto con metastasi al fegato, ai polmoni e alla colonna vertebrale, e di aver iniziato la chemioterapia e la radioterapia. Ha inoltre annunciato che avrebbe preso una pausa dal doppiaggio e si sarebbe trasferito a Hershey, in Pennsylvania.
Il 1° maggio 2022 è stata pubblicata una pagina GoFundMe per contribuire a coprire le spese di viaggio, le spese assicurative, le fatture mediche non coperte dall'assicurazione e le necessità della vita quotidiana; queste raccolte di fondi online hanno fruttato più di 184.000 dollari.
Cinque settimane dopo, Billy Kametz è deceduto, il suo corpo è stato cremato.

## Doppiaggio

### Film d'animazione
- Shigeru Aoba in Neon Genesis Evangelion: The End of Evangelion[6](2019)
- Galo Thymos in Promare (2019)
- Jed in Hunter × Hunter: The Last Mission (2019)

### Serie televisive d'animazione
- Josuke Higashikata in Le Bizzarre avventure di Jojo: Diamond Is Unbreakable (2018-2019)
- Seiya Ichijō in Sword Gai (2018)
- Metal Lee, Hidari, Tanuki Shigaraki, Hyōi Yorishiro, Kokushi in Boruto (2018-2022)
- Kosho Shinogi, Gaia in Baki the Grappler (2018-2020)
- Mikhail in Sirius the Jaeger (2018)
- Shigeru Aoba in Neon Genesis Evangelion[7] (2019)
- Naofumi Iwatani in The Rising of the Shield Hero (2019)
- Kyouya Mitsurugi in Konosuba! - This Wonderful World (2019-2020)
- Wilhelm van Astrea (da giovane) in Re:Zero - Starting Life in Another World (2019)
- Asmodeus Alice in Welcome to Demon School! Iruma-kun (2019-2021)
- Anai in Aggretsuko (2019-2021)
- Globulo Bianco in Cells at Work! - Lavori in corpo (2019-2021)
- Durham in Beastars (2020-2021)
- Ren, Inteleon e Rotom Phone di Ash in Pokémon (2020-2022)
- Katan, Alexay Amigocharz in Tower of God (2020)
- Rui in Demon Slayer - Kimetsu no yaiba (2020)
- Kunimi in La via del grembiule - Lo yakuza casalingo (2021)
- Ari in Vinland Saga (2021)
- Amon Hajike in Fire Force (2021)
- Greg in Otherside Picnic (2021)
- Niccolo in L'attacco dei giganti (2021-2022)
- Ryo Shishido in Il principe del tennis (2022)

### Videogiochi
- Ferdinand von Aegir in Fire Emblem: Three Houses, Fire Emblem Heroes, Fire Emblem Warriors: Three Hopes (2019-2022)
- Blu in Pokémon Masters EX (2019)
- Annunciatore in Mario & Sonic ai Giochi olimpici di Tokyo 2020 (2019)
- Nenji Ogata in 13 Sentinels: Aegis Rim (2019)
- Takuto Maruki in Persona 5 Royal (2020)
- Jerrom Laesmi in Triangle Strategy (2022)
- Colt in Brawl Stars (2017)

## Riconoscimenti
- Crunchy Roll Anime Awards: miglior doppiatore in lingua inglese per Rising of The Shield Hero (2020)[8]